# 2142 Landau
2142 Landau è un asteroide della fascia principale. Scoperto nel 1972, presenta un'orbita caratterizzata da un semiasse maggiore pari a 3,1669055 UA e da un'eccentricità di 0,1154361, inclinata di 0,66207° rispetto all'eclittica.